# 神奈川公園
神奈川公園（かながわこうえん、Kanagawa Park）は、神奈川県横浜市神奈川区栄町にある都市公園（近隣公園）。

## 概要
山下公園などとともに関東大震災の政府復興事業の一環として造成された由緒ある公園で、1930年（昭和5年）4月10日開園。面積は14,190m2。公園内の北の角にコンサートホールの神奈川会館（現存せず）も建設され、公園と同時にオープンした。神奈川会館のステンドグラスは、公園内にある幸ヶ谷（こうがや）集会所に保存されている。
都心にもかかわらず緑豊かな公園内には、歴史を感じさせる巨木が多く、鬱蒼と木々が生い茂っている。一方で、近年老木の伐採が相次いでいる。木々の生い茂る広い芝生のエリアと、すべり台などの遊具が設置してあるエリアがあり、市民や保育園児、周辺オフィスで働く人々の憩いの場となっている。球技は禁止されている。
公園の周囲は全て大小の道路に囲まれており、敷地は南北に長い横長の五角形状になっている。公園の北西側が国道15号とその上空を通る首都高速神奈川1号横羽線に、北東側が中央市場通りに面している。国道15号と中央市場通りには、かつて横浜市電が走っており、当公園前に神奈川会館前電停が存在した。公園の西側が面する市道は、公園に接する20mほどの区間だけが一方通行である。国道15号方面に抜けるには、公園沿いに反時計回りに大きく迂回する必要があるため、公園の南西側から北東側に接する細い対面通行の市道は交通量が比較的多い時間帯があり、注意が必要である。
公園の一部はタワーマンションが立ち並ぶポートサイド地区（栄街区）に隣接している。

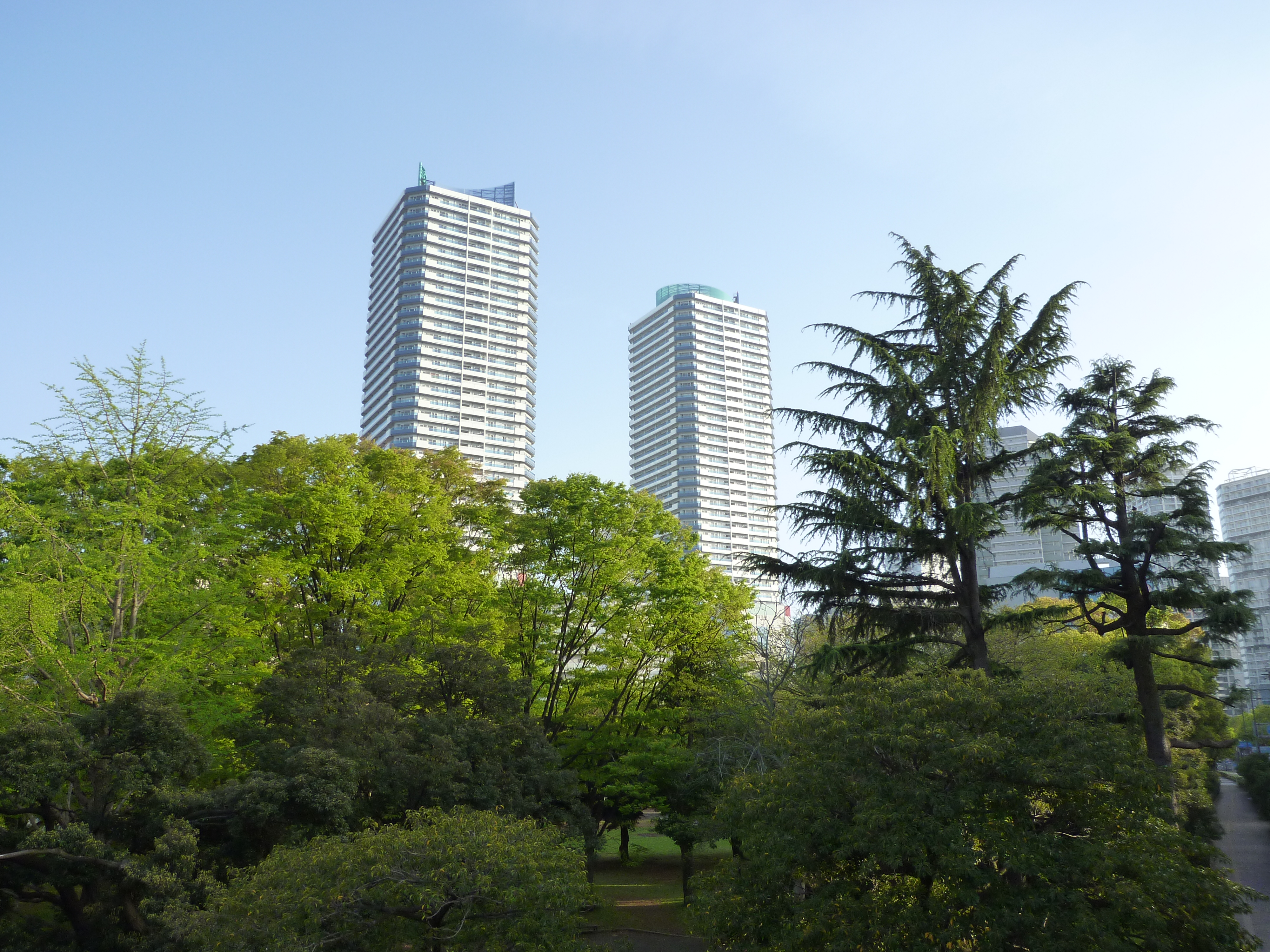
神奈川会館跡地付近から公園内を望む、奥に見えるツインタワーはザ・ヨコハマタワーズ
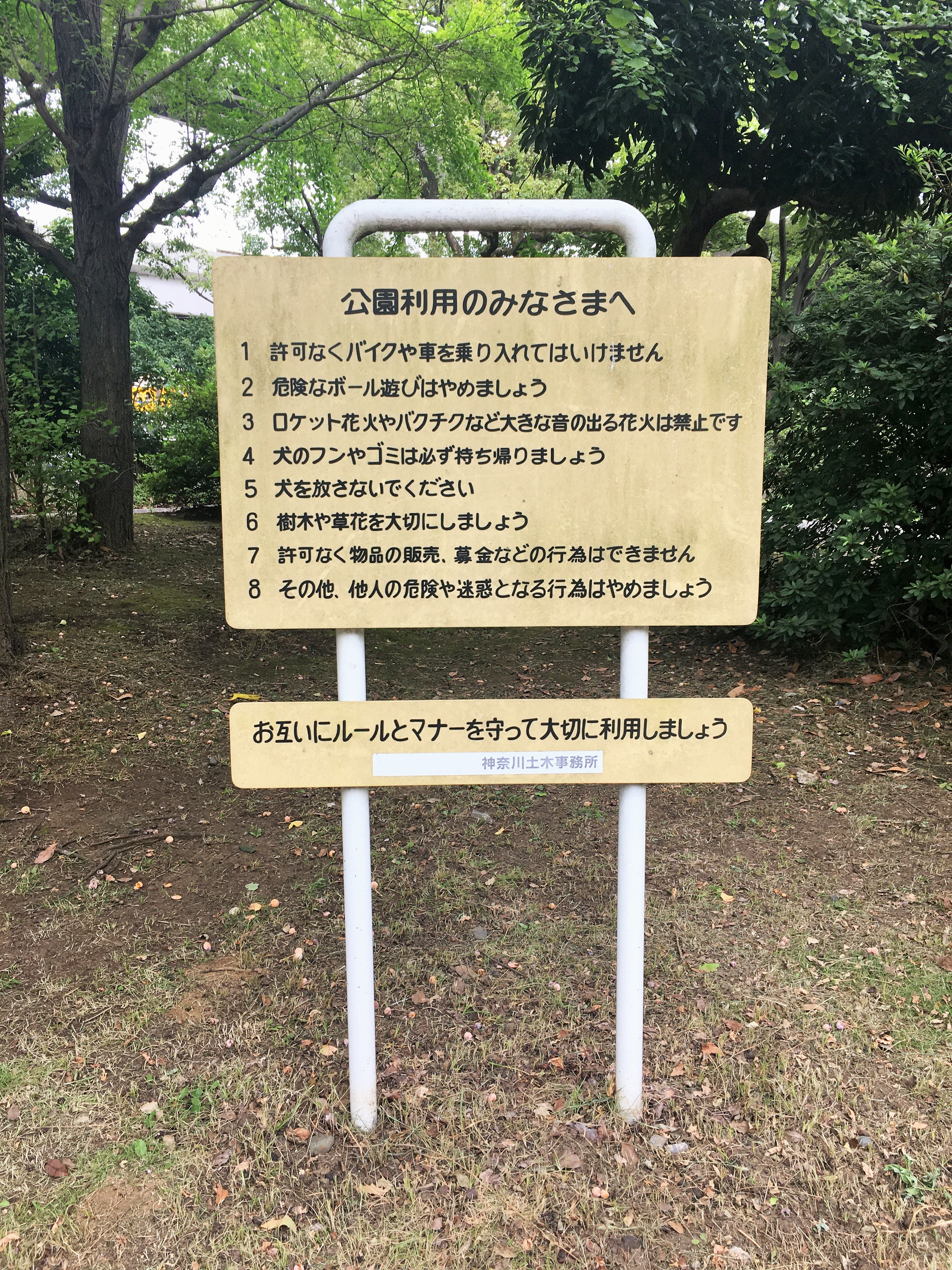
公園利用についての諸注意が書かれた案内板

## 交通

### 鉄道
- 神奈川駅（最寄り・徒歩約5分）
  - 京急本線
- 横浜駅（きた東口より徒歩約10分）
  - JR東海道線（上野東京ライン）・横須賀線・京浜東北線・根岸線・横浜線・湘南新宿ライン
  - 京急本線
  - 東急東横線
  - 横浜高速鉄道みなとみらい線
  - 相鉄本線
  - 横浜市営地下鉄ブルーライン

### バス
- 神奈川公園前バス停（徒歩0分、ただし、横浜駅方面から乗車した場合は歩道橋を利用して国道15号を渡る必要があるため徒歩約2分）
  - 横浜市営バス48系統・86系統
- 中央市場通りバス停（徒歩約1分）
  - 横浜市営バス48系統

### 航路
- シーバス(水上バス)横浜駅東口乗降場(徒歩約8分)
  - シーバス（横浜駅東口-山下公園）

## 周辺
- ポートサイド地区
  - ポートサイド公園
  - 金港公園
- 幸ヶ谷公園
- 反町公園
- 横浜市立幸ヶ谷小学校
- 横浜中央卸売市場本場
- 東海道
- 神奈川宿
- 青木橋